# Venona-Projekt
Das Venona-Projekt war ein Gemeinschaftsprojekt der Geheimdienste der USA und des britischen Auslandsgeheimdienstes MI6 zur Entschlüsselung von Geheimnachrichten offizieller sowjetischer Stellen in den USA, die in der Zeit von 1938 bis 1945 aufgezeichnet wurden. Innerhalb dieses langjährigen Projektes wurden die Erkenntnisse auch aus anderen Geheimdienstprojekten wie dem Project Shamrock zentralisiert aufgearbeitet.

## Hintergrund
In der Zeit von 1939 bis 1945 hörten und speicherten verschiedene US-amerikanische Nachrichtendienste und das FBI tausende diplomatischer Telegramme, die vor allem aus dem Funkverkehr der sowjetischen Konsulate und der Botschaft in Washington mit Moskau stammten. Andere Quellen geben auch einen Einbruch des FBI als Ursprung von Nachrichten an. Diese Nachrichten waren mit Hilfe eines Codebuchs und einer zusätzlichen One-Time-Pad-Verschlüsselung (engl. „einmalige Unterlage“ oder hier „Einmalschlüssel“) codiert und chiffriert. Bis 1945 waren die westlichen Geheimdienste jedoch nicht in der Lage, diese auszuwerten, da die entsprechenden Codes und Chiffrierschlüssel unbekannt blieben. Dies änderte sich durch die Erfolge des FBI im Zusammenhang mit der Auswertung der Venona-Papiere. Die 1945 gegründete United States Army Security Agency (ASA) übernahm diese Unterlagen und bildete gemeinsam mit dem FBI daraus das geheime Venona-Projekt, in dem Kryptologen, Linguisten und Analytiker gemeinsam die vorliegenden und weiterhin einfließenden Informationen auswerteten.

## Entwicklung 1942 bis 1946
Bereits am 1. Februar 1942 begann die Mitarbeiterin des Signals Intelligence Service (SIS) Gene Grabeel im Hauptquartier des SIS Arlington Hall, einer ehemaligen Mädchenschule in Arlington County, ein Geheimprojekt mit dem Ziel, sowjetische Nachrichten zu analysieren und zu entschlüsseln. In den ersten Monaten wurden die Daten zunächst nach den diplomatischen Missionen, dem Verschlüsselungssystem sowie dem Empfänger sortiert. Es konnte festgestellt werden, dass fünf verschiedene Verschlüsselungsverfahren Anwendung fanden. Wie sich später herausstellte, wurde eines der Verfahren in erster Linie für Handelsinformationen verwendet, die vier anderen Verfahren wurden von Stellen des sowjetischen Außenministeriums verwendet. Weitere Analysen ermöglichten eine Zuordnung der Verschlüsselungen zu den Handels-Repräsentanten, den sowjetischen Diplomaten, dem KGB und seinen Vorgängerorganisationen, der Armee- sowie der Marine-Abteilung des GRU.
Im Oktober 1943 entdeckte der Archäologe und Leutnant des SIS, Richard T. Hallock, Schwachstellen im kryptografischen System der Nachrichten der Handelsrepräsentanten. Diese Schwächen gaben wertvolle Hinweise für die Analyse der übrigen vier Verschlüsselungen. Im Laufe des Jahres 1944 machte der Kryptoanalytiker Cecil Phillips eine Entdeckung, die in der Folge die Entschlüsselung der KGB-Daten deutlich vorantreiben sollte. Da die Nachrichten aber doppelt verschlüsselt und von hoher Schwierigkeit waren, sollte es noch etwa zwei Jahre dauern, bevor die ersten KGB-Mitteilungen entschlüsselt werden konnten.
Drei wichtige Ergebnisse der amerikanischen Spionageabwehr führten zu wichtigen Informationen, die zum Abgleich mit den Funksprüchen dienen konnten. Zunächst wurde vom FBI eine erneute sorgfältige Befragung von Whittaker Chambers durchgeführt, dessen frühere Informationen über sowjetische Spionage in den USA in den 1930er-Jahren weitestgehend unbeachtet geblieben waren. Dann lief in Ottawa der sowjetische Codierer Igor Gouzenko über. Schließlich lief Ende 1945 Elizabeth Bentley über und lieferte dem FBI 1945 eine umfangreiche Liste von Personen, die für die Sowjets gearbeitet hatten. Hatten die Informationen Gouzenkos zwar der Spionageabwehr einige Erfolge gebracht, die zehn weitere sowjetische Spione in Kanada und den USA enttarnen konnte, so hatte er auf die Entschlüsselungsbemühungen des Venona-Projektes aufgrund der aufwendigen Verschlüsselungsverfahren wenig Einfluss. Die von Chambers und Bentley gelieferten Informationen sollten aber einen guten Abgleich der in der Entschlüsselung gefundenen Daten ermöglichen.
Im Sommer 1946 gelang es Meredith Gardner erstmals, Botschaften des KGB zu lesen. Am 31. Juli 1946 extrahierte er einen Teil einer Nachricht des KGB aus New York vom 10. August 1944, die eine Diskussion über geheime KGB-Aktionen in Lateinamerika enthielt. Am 13. Dezember 1946 konnte er eine Nachricht zu den amerikanischen Kampagnen zur Präsidentenwahl entschlüsseln. Eine Woche später gelang es ihm, eine Nachricht zu entschlüsseln, die zwei Jahre zuvor nach Moskau gesendet worden war und eine Liste der führenden Wissenschaftler des Manhattan-Projekts enthielt.
Im Laufe der folgenden etwa 40 Jahre konnten etwa 2200 Nachrichten entschlüsselt und übersetzt werden.
In diesen ersten Jahren stand den Kryptoanalytikern von Arlington Hall kein sowjetisches Codebuch zur Hilfe zur Verfügung. Erst später, nachdem bis zum Jahr 1953/54 weitere Durchbrüche in der Entschlüsselung der Daten gelungen waren, konnten einige bereits früher gefundene Codebücher mit diesen Verschlüsselungsverfahren in Verbindung gebracht werden. Das erste dieser Codebücher stammte vom KGB, war 1945 gefunden worden und zum Teil verbrannt. Ein anderes Codebuch hatte man am Ende des Zweiten Weltkrieges in einer deutschen Funkstelle in einem Schloss in Sachsen gefunden. Die Deutschen hatten dieses Codebuch am 22. Juni 1941 im sowjetischen Konsulat in Petsamo in Finnland erbeutet. Weiteres ähnliches Material fand Lieutenant Oliver Kirby auf einer Mission in Schleswig.
Etwa ab 1946 wurden die gesammelten Funksprüche als Venona-Papiere bzw. das Projekt als Venona-Projekt bezeichnet.

## 1946 bis 1951
1946 bis 1948 gelang es, zahlreiche Nachrichten und auch Namen aus den verschiedenen Aufzeichnungen zu entschlüsseln und ins Englische zu übersetzen. Die Justiz war jedoch nicht in der Lage, die identifizierten Personen mit Hilfe dieser Unterlagen gerichtlich zu belangen, da sowohl das FBI als auch die Regierung die gewonnenen Informationen für zu wichtig befanden, als dass sie in einem öffentlichen Prozess verwendet werden sollten. In der Zeit von 1948 bis 1951 wurden mehrere Nachrichten entschlüsselt, die Hinweise auf die Agententätigkeit von Klaus Fuchs, Ethel und Julius Rosenberg sowie David Greenglass im Rahmen der Spionage gegen das Manhattan-Projekt enthielten. Der Nachweis war jedoch sehr schwer, da die Decknamen teilweise nur unter großen Anstrengungen den entsprechenden Klarnamen zuzuordnen waren, auch weil diese innerhalb von Mitteilungen wechselten. So wurde beispielsweise aus dem erkannten Decknamen für Julius Rosenberg erst „Antenna“ verifiziert, was jedoch später in „Liberal“ geändert werden musste. Auch sprachen schon damals einige Informationen für eine Agententätigkeit von Theodore Alvin Hall, was jedoch erst 1995 zweifelsfrei erwiesen wurde. Derartige Probleme machten es möglich, dass Fuchs lange Zeit als der wichtigste Atomspion der Sowjetunion galt, obwohl die Bedeutung von Hall nach neuesten Erkenntnissen ungleich höher einzuschätzen ist. Halls Deckname war „MLAD“, was so viel wie „Youngster“ in russischer Sprache bedeutet. Dieser Deckname verwies darauf, dass er 19 Jahre alt war, als er die Agententätigkeit begann.
Auch Alger Hiss wurde letztendlich 1995 anhand der Venona-Papiere als in den 1930er-Jahren unter dem Codenamen „Advokat“ tätiger Agent der Sowjetunion enttarnt.

## 1952 bis zum Abschluss 1980
Bereits in den ersten Jahren des Kalten Kriegs wurden die Ergebnisse des Venona-Projektes zu einer der wichtigsten Quellen für die Spionageabwehr der USA. Es konnten zahlreiche Maulwürfe in den USA und schließlich viele sowjetische Spione der 1950er-Jahre enttarnt werden. Das Venona-Projekt wurde lange Zeit aber als absolute Geheimsache behandelt, so dass es in vielen Fällen schwer fiel, genügend belastendes Material für eine gerichtliche Verurteilung der überführten Spione zusammenzubekommen. Dennoch konnten zahlreiche sowjetische Agenten überführt und weiteren die Tätigkeit in den USA unmöglich gemacht werden.
Ab 1953 arbeitete auch die 1947 gegründete Central Intelligence Agency (CIA) an der Aufarbeitung mit.
Trotzdem war es Meredith Gardner erst 1964 möglich, zusammenhängende Nachrichten aus dem Funkverkehr zu lesen, die einen weiteren Aufschluss über den Umfang der Informationen an die Sowjetunion über das Manhattan-Projekt gaben.
Das Venona-Projekt wurde über fast 40 Jahre bis 1980 weitergeführt, da man nach wie vor die Hoffnung hatte, noch weitere unidentifizierte Decknamen aufdecken zu können. Im Jahr 1977 beschloss William P. Crowell von der NSA (deren Deputy Director), das Projekt innerhalb der folgenden etwa zwei Jahre abzuschließen. 1978 wurde der Abschluss des Projektes auf den 1. Oktober 1980 festgelegt. Selbst zu diesem Zeitpunkt blieb das Projekt weiterhin geheim, und seine Existenz wurde noch bis Anfang der 1990er-Jahre in der Öffentlichkeit geleugnet.

## Veröffentlichung
Erst 1995 machte die National Security Agency, die Nachfolgeorganisation der U.S. Army Signals Security Agency, die Ergebnisse des Venona-Projektes öffentlich. Zwischen Juli 1995 und September 1997 wurden dann umfangreiche Unterlagen des Projektes mit über 3000 Dokumenten in insgesamt sechs Releases freigegeben und der Öffentlichkeit zugänglich gemacht. Hierbei wurde bekannt, dass das Projekt auch sämtliche nachrichtendienstlichen Tätigkeiten gegen die USA in der Zeit von 1939 bis 1945, also inklusive der Aktivitäten der deutschen Abwehr von Wilhelm Canaris sowie des sowjetischen NKWD und GRU, zusammenfasste und aufarbeitete.